# Àdia
Àdia fou una ciutat assíria situada al sud-est de Nínive, entre aquesta ciutat i el riu Khusur, tot i que el lloc exacte es desconeix. S'hauria revoltat contra Salmanassar III segons un text de Shamshi-Adad IV. A la caiguda de Nínive va agafar importància i en el període hel·lenístic fou capital de la satrapia d'Adiabene que va rebre el nom de la ciutat i que estava al sud de l'Arbelitis, a l'oest de Calacene i al nord de Corduena.